# 中原尚雄
中原 尚雄（なかはら なおお）は、幕末薩摩藩の武士・伊集院郷士。明治時代の警察官・内務官僚。西南戦争の直接的なきっかけを作った人物として有名である。

## 略歴

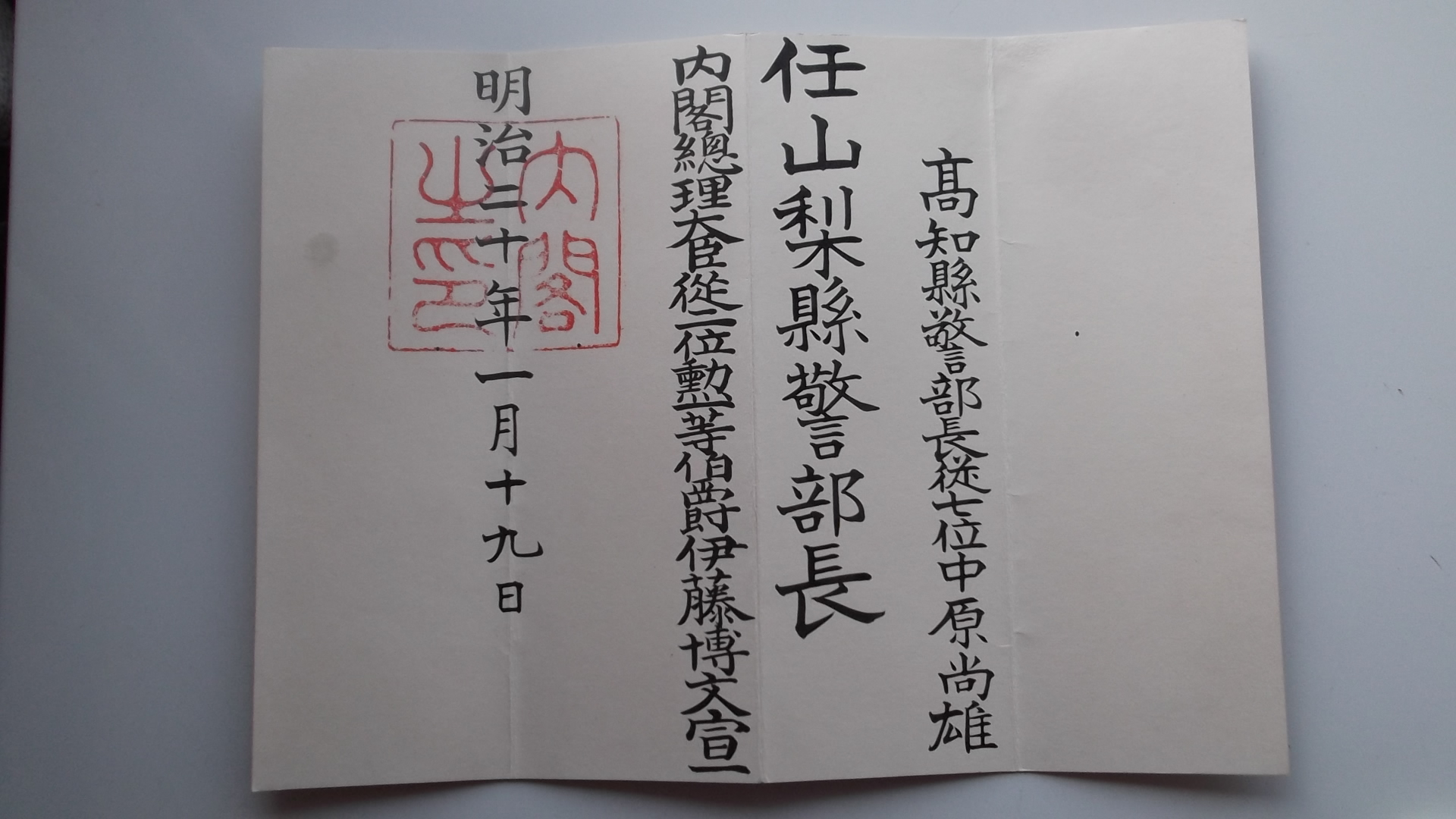
中原尚雄の辞令書（山梨県警部長）

郷士・中原正兵衛の長男として伊集院郷下谷口西久保（鹿児島県日置市伊集院町下谷口）に誕生。幼名は雄左衛門。戊辰戦争に兵器方として従軍し、明治維新後の明治4年（1871年）、東京府取締りのための邏卒召募を受け上京。10月20日、第一大区取締組組頭。警視庁に奉職、邏卒のち少警部となる。明治7年（1874年）1月10日、西郷隆盛の下野とともに依願免官し、台湾出兵に参加し、のち復職。

### 西南戦争
明治10年（1877年）1月11日、同郷の大警視・川路利良の許可を受けて鹿児島県出身の警視庁同僚ら24名と共に久しぶりの帰郷を果たす。しかし「帰郷」は表向きの名目であり、事実は以前から明治政府が警戒していた私学校徒及び西郷隆盛ら私学校幹部の偵察、ならびに旧郷士族の私学校からの離間工作活動のための潜入だったとされる。
帰郷した尚雄は旧知の谷口登太に「自分は刺し違えてでも西郷（隆盛）を止める」といったと言われる。これが「明治政府による西郷暗殺の陰謀」の証拠とされ、同年2月3日、他の帰郷中の同僚らと共に私学校生徒に捕らえられ、厳しい尋問の末に明治政府が西郷を暗殺しようとした陰謀があったことを自白した。
激しい拷問を受けた尚雄だったが、3月10日、海路にて鹿児島に入った勅使・柳原前光の一行に救出され、官船神奈川丸に乗り込み東京に移送される。後に高知県警部長、山梨県警部長、福岡県警部長を務める。47歳の時に福岡県警部長を辞職して郷里に帰る。大正3年（1914年）1月15日午前4時逝去。享年70（墓碑）。

## 真相
尚雄が鹿児島に帰ったのは、西郷隆盛を視察するためだったのか、刺殺するためだったのかは当時から論が分かれていた。尚雄が郷里伊集院で余生を送って臨終の間際、地元青年団が駆けつけて尚雄に視察か刺殺かを問うたところ視察と明言したという。また尚雄の姪中原イネ（のちに山下イネ）は中原尚雄が福岡県警部長の時、尚雄の自宅で花嫁修業を兼ねて家事手伝いをしていたが、一日の始まりは尚雄に足袋をはかせることだったという。尚雄は両手指に爪がなく自分で足袋をはくことができなかった。これは私学校生徒による拷問で生爪を剥がされた結果という。

## 関連作品
- 田原坂（1987年、日本テレビ年末時代劇スペシャルの第3作演、演：根津甚八）
- 翔ぶが如く（1990年、NHK大河ドラマ、演：渡辺いっけい）
- 西郷どん（2018年、NHK大河ドラマ、演：田上晃吉）

## 補注
1. ↑  正確には「西郷を”しさつ”するために戻ってきた」と話したとされる。山縣有朋によれば中原は「視察」といったつもりだったが谷口には「刺殺」と捉えられたのではないか、とする。